# (29149) 1988 RE1
1988 أر إي 1 (ويعرف أيضًا باسم (29149) 1988 أر إي 1 وفق تسمية الكوكب الصغير) (بالإنجليزية: 1988 RE1)‏ هو كويكب ضمن حزام الكويكبات؛ وترتيبه 29149 من حيث الاكتشاف.
اكتُشف هذا الجُرم الفلكي بواسطة Poul Jensen (astronomer) ‏ في 9 سبتمبر 1988.

## وصلات خارجية
- (29149) 1988 RE1 في قاعدة بيانات مختبر الدفع النفاث لأجرام النظام الشمسي الصغيرة

- الاكتشاف · مخطط المدار ·  العناصر المدارية · المعلمات المادية

- (29149) 1988 RE1 على موقع ويكي سكاي: DSS2, SDSS, GALEX, IRAS, Hydrogen α, X-Ray, Astrophoto, Sky Map, Articles and images